# Sidi-Ferruch (Q181)
Sidi-Ferruch (Q181) — крейсерская подводная лодка типа «Редутабль» третьей серии, времён Второй мировой войны. Представляла собой одну из 31 практически идентичных субмарин, называемых по своему водоизмещению «1500 тонн» и получила имя в честь Сражения при вторжении в Алжир, произошедшего в 1830 году. Лодка была заложена 30 января 1932 года. Спущена на воду 9 июля 1937 года, а 1 января 1939 года принята на вооружение.

## История службы
В начале Второй мировой войны Sidi-Ferruch вместе с Agosta (Q178), Bévéziers (Q179) и Ouessant (Q180) была назначена в 8й дивизион подводных лодок, базировавшихся в Бресте.
С началом войны, 3 сентября 1939 года, она вышла в поход по патрулированию припортовых вод вдоль северного побережья Испании, что являлось частью мер по пресечению снабжения немецких субмарин. В начале октября весь 8й дивизион был переброшен на Карибы, где совершила два похода с целью эскорта конвоев из Галифакса в Ливерпуль, а затем, 27 марта 1940 года, вернулась в Брест. После небольшого ремонта она была отправлена в Касабланка, где она и встретила объявление перемирия 25 июня 1940 года. После этого субмарина занималась патрулированием Гвинейского залива. Во Французскую Экваториальную Африку Sidi-Ferruch вернулась 25 сентября 1940 года — в самый разгар Сенегальской операции, проводимой объединёнными силами Великобритании и «Свободной Франции». Лодке, впрочем, удалось уйти от самолётов-разведчиков и бомбардировщиков без повреждений.
28 октября 1940 года субмарина, вместе с Bévéziers (Q179), Sfax (Q182) и Casabianca (Q183) была переведена во 2й дивизион подводных лодок, базировавшийся в Касабланке. В феврале и марте 1941 года Sidi-Ferruch была ненадолго откомандирована в Конакри.
Вечером 8 ноября 1942 года французские силы в Северной Африке были застигнуты врасплох началом Мароккано-алжирской операции. Conquérant (Q171), Tonnant (Q172) и Sidi-Ferruch на выходе из Касабланки подверглись бомбардировке при авианалёте, в результате чего был убит командир Tonnant (Q172) лейтенант Помье (фр. lieutenant de vaisseau Paumier) и ранен командир Sidi-Ferruch капитан 3-го ранга Ларос (фр. capitaine de corvette Laroze). 13 ноября, уже после подписания соглашения о прекращении огня, Sidi-Ferruch была атакована американским бомбардировщиком и пропала без вести со всем экипажем.